# Forza (Guerre stellari)
La Forza (The Force), nell'universo fantascientifico di Guerre stellari, è un campo di energia mistico generato da tutti gli esseri viventi che pervade l'universo e tutto ciò che esso contiene. Essa dona a coloro che sono in grado di percepirla e di sfruttarla dei poteri sovrumani, che spaziano dalla telecinesi, alla precognizione, alla percezione extrasensoriale. Tra i gruppi sensibili alla Forza figurano i Jedi, un ordine filosofico-religioso che si dedica al suo studio per proteggere la galassia, e i Sith, che sfruttano il suo lato oscuro per scopi malvagi e per accrescere il loro potere. La Forza è menzionata o compare in quasi tutti i prodotti della serie di Guerre stellari e riveste un ruolo centrale in molte delle sue opere e linee narrative.
Nelle intenzioni del creatore George Lucas la Forza rappresenterebbe una summa delle fedi e religioni mondiali, inserita per apportare un aspetto più spirituale nella serie; in quanto tale, essa è stata paragonata a diverse religioni realmente esistenti. 
La Forza, in particolare nella formulazione «Che la Forza sia con te», ha avuto un forte impatto sulla moderna cultura di massa e si è radicata nell'uso del parlato.

## Creazione e sviluppo

### Ideazione e trilogia originale

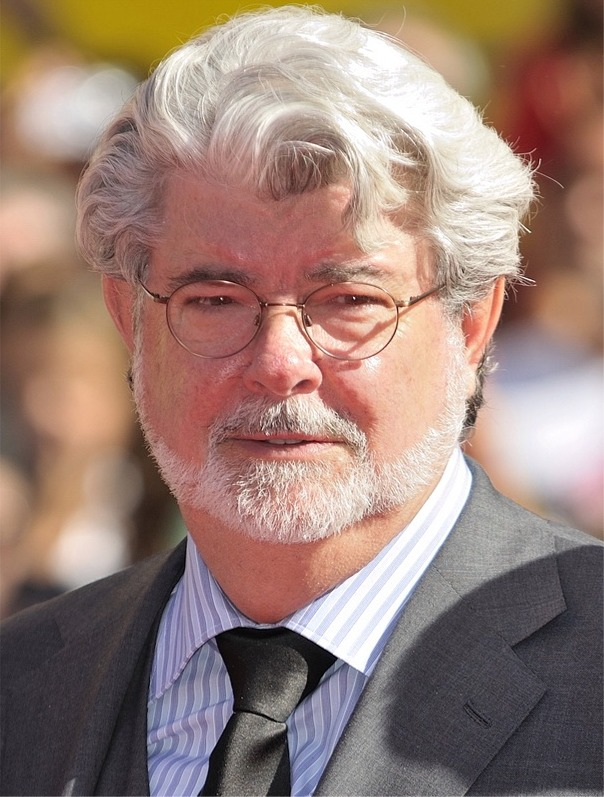
George Lucas, creatore della saga cinematografica di Guerre stellari.

George Lucas ideò la Forza come elemento mitologico-religioso per il film Guerre stellari, dal momento che l'autore e regista si sentiva da sempre attirato da questo genere di tematiche. Con essa egli intendeva sviluppare la trama e i personaggi del film, e, in un'opera rivolta prevalentemente ai giovani, «risvegliare una sorta di spiritualità» nei più piccoli, suggerendo che esistono un dio, il bene e il male, senza promuovere nessun sistema religioso in particolare. A tal proposito Lucas disse che c'è una scelta consapevole da fare tra bene e male, e che "il mondo funziona meglio se sei dalla parte del bene". L'autore sviluppò la Forza come un'allusione ai diversi credo e religioni del mondo, riducendo questa molteplicità a un'idea comune di una forza o una divinità centrale su cui si poggia tutta la loro fede; giunse così a un concetto religioso aconfessionale, «distillato dall'essenza che accomuna tutte le religioni». Grande influsso su di lui ebbero le credenze e le filosofie dell'Asia orientale, e il concetto di energia vitale sintetizzato dal ki. Queste nozioni erano infatti state assimilate dalla spiritualità New Age, che era molto diffusa nella California degli anni settanta, dove Lucas viveva quando scrisse le prime idee per Guerre stellari.
Lucas adottò il termine "Forza" per richiamare il suo uso da parte di Roman Kroitor nel film del 1963 21-87, nel quale Kroitor afferma: «molti avvertono nella contemplazione della natura e nell'interazione con altre forme di vita un qualche tipo di forza, o un qualcosa dietro questa apparente maschera che vediamo di fronte a noi, e lo chiamano dio». Sebbene Lucas intendesse omaggiare specificamente la frase di Kroitor, il regista ammise che questo sentimento è universale e che «frasi simili sono state usate estensivamente da molte persone distinte negli ultimi 13 000 anni».
Nella sua prima sceneggiatura di Guerre stellari, datata 1974, Lucas faceva riferimento a una non meglio precisata Force of the Others ("Forza degli Altri"), usata semplicemente come forma di buon augurio. Nella seconda sceneggiatura il concetto venne considerevolmente espanso e la Forza degli Altri divenne una sorta di energia in grado di conferire poteri sovrumani. Lucas fu influenzato in questo da elementi simili già apparsi in opere fumettistiche e fantascientifiche, come la Fonte del fumetto Nuovi Dei di Jack Kirby o la serie di romanzi Lensman di E. E. Smith. Nella riscrittura introdusse inoltre i due lati della Forza, quello chiaro, chiamato "Ashla", e quello oscuro, "Bogan", che avevano ora un ruolo centrale nella storia. In questa bozza la Forza si materializzava attraverso un oggetto tangibile, il cristallo kiber, che poteva intensificare i poteri Ashla o Bogan. A detta di J. W. Rinzler l'introduzione di un lato malvagio e del cristallo kiber sono da ricondurre al cinema di Alfred Hitchcock, in cui il valore di un eroe si misura nel grado di malvagità che deve superare e in cui figurano dei MacGuffin, ovvero degli oggetti che movimentano la trama ma che sono in ultima analisi di scarso interesse per lo spettatore.
La Forza assunse la sua forma definitiva solo a partire dalla quarta stesura della sceneggiatura, del 1976, che la presentava non più come "Forza degli Altri" ma solo come "Forza", ne forniva una breve spiegazione più mistica di quanto concepito fino allora, faceva riferimento al suo seducente "lato oscuro" ed eliminava ogni riferimento al cristallo kiber. Lucas si era infatti convinto ad abbandonare del tutto una rappresentazione della Forza in forma tangibile e a raffigurarla semplicemente come una sorta di aura o campo energetico. In questo venne consigliato anche dal produttore Gary Kurtz, il quale aveva svolto degli studi di religione comparata all'università e non era soddisfatto della connessione della Forza con il cristallo kiber e dei concetti di Ashla e Bogan così come erano stati concepiti inizialmente. Inoltre Lucas si rese conto che, per fare in modo che ognuno potesse scorgerci significati differenti e dare la propria interpretazione della Forza, aveva bisogno di rendere l'idea quanto più generale possibile, senza fornire troppi dettagli: "più dettagli aggiungevo, più questi svilivano il concetto che stavo cercando di presentare. La vera essenza era occuparsi della Forza ma non essere troppo specifico al riguardo". La Forza prese quindi la forma di un concetto mistico-filosofico molto vago, che mantenne per tutta la trilogia originale. Nella prima definizione fornita da Obi-Wan Kenobi a Luke Skywalker in Guerre stellari:
(Obi-Wan Kenobi, Guerre stellari)

### Trilogia prequel
Con la trilogia prequel il concetto di Forza venne notevolmente espanso, in concomitanza con una rappresentazione più dettagliata dei suoi principali utilizzatori: l'ordine Jedi e i Sith. Riprendendo dei concetti sviluppati nelle prime sceneggiature di Guerre stellari, Lucas tornò a riproporne una rappresentazione più fumettistica, dando maggior risalto ai superpoteri che essa conferisce piuttosto che al suo aspetto mistico. Dave Filoni, allora direttore di Lucasfilm Animation, ha riconosciuto alla trilogia prequel di aver sviluppato il concetto della Forza e di avergli conferito più profondità, esplorando a fondo l'idea dell'equilibrio tra il lato chiaro, o luminoso, e oscuro.
Il film Star Wars: Episodio I - La minaccia fantasma del 1999 impresse una svolta più razionale e scientifica alla definizione di Forza, introducendo il concetto di midi-chlorian, organismi microscopici che vivono simbioticamente nelle cellule dei viventi e fungono da tramite tra gli esseri viventi e la Forza. In questo modo era reso chiaro che non tutti possono sviluppare una padronanza della Forza solo con l'allenamento, ma è necessario possedere un numero sopra la media di midi-chlorian per essere sensibili alla Forza. Questo concetto era stato ideato da Lucas fin dal 1977, quando stava gettando le basi per l'Universo espanso dopo l'uscita del primo film, e venne incluso nella Minaccia fantasma come parte dell'addestramento di Anakin Skywalker nella comprensione della Forza. Nella formulazione dell'autore i midi-chlorian sono basati sui mitocondri, piccoli organelli che hanno un ruolo chiave nelle funzioni cellulari:
(George Lucas)
I midi-chlorian assunsero un ruolo centrale nella storia di Anakin Skywalker. Nel film La minaccia fantasma si afferma che Anakin è stato concepito da Shmi Skywalker senza un padre, fatto che il consiglio Jedi interpreta come un segno che il giovane sia il "prescelto" che porterà equilibrio nella Forza. Il romanzo Star Wars: Episodio I - La minaccia fantasma fornisce un chiarimento al riguardo, attribuendo a Qui-Gon Jinn la spiegazione che Anakin possa essere stato concepito dai midi-chlorian, ovvero dalla Forza stessa e senza influenza umana. Il concetto venne ripreso nelle sceneggiature iniziali della Vendetta dei Sith, in cui Palpatine rivelava ad Anakin di aver egli stesso influenzato i midi-chlorian per farlo nascere, definendosi quasi suo padre: «Ho aspettato tutti questi anni per vederti compiere il tuo destino... Sono io il responsabile del tuo concepimento. Io ho usato il potere della Forza per predisporre i midi-chlorian a iniziare la divisione cellulare che ti ha dato origine». La frase fu rimossa nella sceneggiatura finale, ma tale suggestione venne in seguito ripresa nell'ultimo numero del fumetto Star Wars: Darth Vader del 2016.

### Trilogia sequel
Quando era ancora in possesso dei diritti sulla serie, Lucas aveva elaborato delle idee per una trilogia sequel di Guerre stellari, che poi non realizzò. Uno dei concept da lui sviluppati ruotava intorno all'esplorazione di un mondo microbico abitato da creature chiamate Whills, esseri che «controllano l'universo», «traggono energia dalla Forza» e che, in linea generale, possono essere considerati essi stessi la Forza. Dopo la cessione della Lucasfilm alla Disney nel 2012 e l'annuncio che la compagnia avrebbe prodotto nuovi film della serie, Lucas ammise che la sua preoccupazione principale per il futuro del franchise era che la Forza venisse «ridotta a un mucchio di astrusità incomprensibili».
Nella scrittura di Star Wars - Il risveglio della Forza, J. J. Abrams rispettò l'effetto, introdotto da Lucas, che i midi-chlorian hanno su alcuni personaggi nell'uso della Forza, nonostante abbia manifestato di essere rimasto affascinato, quand'era bambino, dalla spiegazione offerta da Obi-Wan Kenobi che ogni personaggio possa utilizzare la Forza e che questa abbia un'origine più mistica che scientifica. Mantenne inoltre la dicotomia della Forza, affermando, in particolare, che il fatto che alcuni personaggi siano sedotti dal lato oscuro aiuta a creare conflitto all'interno della storia. Per Gli ultimi Jedi Rian Johnson sentì il bisogno di mostrare nuovi poteri della Forza, ottenendo il beneplacito di Pablo Hidalgo del Lucasfilm Story Group, che si occupa di mantenere coerente tutto il materiale della saga: «se la storia lo richiedeva e se aveva l'impressione di avventurarsi in un nuovo territorio senza contraddire gli usi e le potenzialità della Forza» allora riceveva la sua approvazione. Tra le novità introdotte, decise di mostrare la Principessa Leila che usa inconsciamente la Forza per la prima volta; una comunicazione a distanza con una connessione psichica tra Rey e Kylo Ren; e la proiezione astrale di Luke Skywalker, che gli permette di interagire con l'ambiente circostante in forma tangibile molto più di quanto non avessero fatto i fantasmi di Forza fino allora.

## Descrizione
Nella galassia di Guerre stellari, la Forza è un campo di energia mistica generato da tutti gli esseri viventi che pervade l'universo e tutto ciò che esso contiene. La sua origine non è mai stata chiarita, sebbene generazioni di individui abbiano dedicato la loro vita al suo studio. Tra le diverse specie della galassia la Forza è conosciuta sotto svariati nomi, e differenti sono le definizioni e le tecniche di apprendimento che vengono tramandate, sebbene tutte le tradizioni concordino sul fatto che essa sia indissolubilmente connessa alla vita.
La Forza viene solitamente identificata nei suoi due aspetti principali: il lato chiaro e il lato oscuro. Il lato chiaro della Forza è esemplificato dagli ideali di bontà, benevolenza e altruismo. Un seguace della luce cerca di vivere in armonia con il mondo attorno a sé, usando saggezza, logica e distacco invece di rabbia e giudizi affrettati. Per raggiungere armonia con il lato chiaro della Forza i suoi adepti praticano la meditazione e nutrono emozioni come l'amore, la compassione e il coraggio, che rinforzano il lato chiaro e forniscono una maggiore comprensione di sé. Il gruppo maggiore di praticanti del lato chiaro sono i Jedi, che cercano di mantenere la pace e la giustizia nella galassia. Il lato oscuro è invece dominato da emozioni negative come violenza, rabbia, odio e sofferenza, e causa nei suoi praticanti una sete insaziabile di vendetta, di potere e di egoismo. Il lato oscuro può essere studiato a patto di non dare eccessivamente peso ai propri sentimenti e di non farsi trasportare, poiché si verrebbe consumati da esso. Tra i praticanti del lato oscuro figurano i Sith, che lo sfruttano per accrescere il loro potere e ottenere il predominio sull'universo. La Forza è utilizzata anche da altri gruppi e individui che non sono né Jedi, né Sith. Alcuni di questi praticanti o frange minoritarie dei loro rispettivi gruppi sostengono interpretazioni diverse della Forza, basate su un superamento della dicotomia lato chiaro-lato oscuro.
La Forza può essere percepita dagli esseri viventi tramite dei microrganismi senzienti simbionti delle cellule chiamati midi-chlorian. Più alto è il livello di midi-chlorian in una persona, maggiore sarà la sua attitudine a percepirla. Una predisposizione naturale alla Forza è un requisito per tutti coloro che intendono addentrarsi nello studio e nella pratica, ma solo con l'addestramento e la disciplina si possono perfezionare le proprie capacità.
La Forza gioca un ruolo importante in diverse opere e archi narrativi di Guerre stellari. L'addestramento di Luke Skywalker nell'uso della Forza per diventare un Jedi e sconfiggere l'Impero Galattico costituisce il focus della trilogia originale. Con l'uscita della trilogia prequel, poi, Lucas reinterpretò la trama principale dell'esalogia, spostando l'attenzione sull'iniziazione di Anakin Skywalker alla Forza, la sua corruzione ad opera del lato oscuro, che lo rende il Sith Dart Fener, e infine la sua redenzione tramite il figlio Luke e il suo ritorno al lato chiaro. Il passaggio di Ben Solo al lato oscuro e l'addestramento Jedi di Rey sono invece centrali nella trilogia sequel. Nelle serie animate, l'ultimo arco narrativo della sesta stagione di Star Wars: The Clone Wars mostra il viaggio di Yoda in cerca di risposte a domande più profonde sulla Forza, mentre Star Wars Rebels segue l'addestramento Jedi di Ezra Bridger per opera di Kanan Jarrus.
Molto utilizzata nella serie è la frase «Che la Forza sia con te» («May the Force be with you»), pronunciata per la prima volta da Ian Solo in Guerre stellari e usata come segno di buon augurio specialmente fra coloro che credono nel lato chiaro della Forza o in generale per intendere "buona fortuna". L'espressione rimanda alla formulazione cristiana «Dominus vobiscum» («Il Signore sia con voi»).

### Poteri e utilizzi

I fantasmi di Forza di Anakin Skywalker, Yoda e Obi-Wan Kenobi ne Il ritorno dello Jedi (1983)

Sfruttando il potere della Forza, gli utilizzatori possono incrementare le loro facoltà fisiche e mentali, migliorando ad esempio la propria resistenza, velocità e precisione, e anche ottenere abilità paranormali, tra cui psicocinesi, telepatia, levitazione, percezione extrasensoriale e guarigione. La psicocinesi si manifesta nella facoltà di muovere oggetti col potere della mente, e viene utilizzata anche per colpire e atterrare avversari in combattimento. Dart Fener la usa spesso anche per soffocare individui con il potere del lato oscuro, al fine di intimidirli o ucciderli. In Guerre stellari Luke Skywalker affida i suoi sensi alla Forza invece che al computer di bordo dell'astronave per scagliare il difficile colpo che distrugge il reattore della Morte Nera.
Prerogativa dei Sith sono i fulmini di Forza, potenti scariche di energia scagliate dalle mani e utilizzate per paralizzare, torturare e indebolire i nemici, come fa Palpatine nel Ritorno dello Jedi, La vendetta dei Sith e L'ascesa di Skywalker e il Conte Dooku nell'Attacco dei cloni. Utilizzatori più esperti dimostrano di poter assorbire, dissipare o deflettere questi fulmini ricorrendo alle mani, come fa Yoda nell'Attacco dei cloni e La vendetta dei Sith, o alla spada laser, come fa Mace Windu nella Vendetta dei Sith. È possibile anche curare tramite l'uso della Forza, trasferendo la propria energia vitale al soggetto da guarire: nell'Ascesa di Skywalker questo potere viene usato da Rey per guarire le ferite di un esemplare di serpente gigante vexis e di Kylo Ren, e poi da Ben Solo, che si sacrifica per riportare in vita Rey dopo lo scontro con Palpatine.
Poiché la Forza collega tutti gli esseri viventi, individui sensibili a essa possono sondare i sentimenti e le emozioni di altre persone, decifrare le interferenze della Forza per scorgere il futuro, o percepire in essa l'eco di un disastro, di un evento traumatico o di un pericolo imminente. In Guerre stellari, ad esempio, Obi-Wan avverte «una perturbazione nella Forza, come se milioni di voci gridassero terrorizzate e a un tratto si fossero zittite» quando il pianeta Alderaan viene distrutto; mentre nell'Impero colpisce ancora Palpatine sente un disturbo nella Forza in cui legge che Luke Skywalker può rappresentare una minaccia per i suoi piani. Gli utilizzatori della Forza sono in grado di influenzare la mente di individui ingenui e dalla scarsa forza di volontà tramite il cosiddetto trucco mentale, in modo da farli obbedire ai loro ordini. Obi-Wan Kenobi ad esempio usa quest'abilità in Guerre stellari per convincere uno stormtrooper che C-3PO e R2-D2 non sono i droidi che stanno cercando; mentre nel Risveglio della Forza Rey persuade così un soldato imperiale a liberarla.
Alcuni personaggi «che hanno una profonda conoscenza della Forza e dei suoi meccanismi, una grande saggezza e sono in pace con se stessi al momento della morte» possono diventare un tutt'uno con la Forza. Questi individui sono in grado di preservare la propria identità dopo la morte e interagire con i vivi sotto forma di fantasmi di Forza. Nella serie i primi a fare uso di tale tecnica sono Obi-Wan, Yoda e Anakin Skywalker, i quali si manifestano a Luke nell'Impero colpisce ancora e Il ritorno dello Jedi. Nella trilogia prequel si scopre che Qui-Gon Jinn è stato il primo Jedi a riscoprire la tecnica e ad applicarla dopo la sua morte nella Minaccia fantasma per rimanere in vita sotto forma di spirito. In questo stato appare a Yoda e a Obi-Wan prima degli eventi di Una nuova speranza e insegna loro il metodo per eseguirla.

## Universo espanso
Nell'Universo espanso di Guerre stellari la Forza mantiene molte delle caratteristiche stabilite nelle opere canoniche, e ne aggiunge di nuove. Pur preservando la distinzione tra lato chiaro e lato oscuro, vengono introdotte altre dottrine che sovvertono questa dicotomia e che vedono invece la Forza come unica. Il ventaglio dei poteri conferiti dalla Forza è inoltre allargato notevolmente, rendendo possibile ricorrere a essa per uccidere con il solo sguardo, teletrasportarsi o viaggiare nel tempo. Altre tecniche introdotte sono: l'art of the small, praticato da Vergere in The New Jedi Order, che consiste nel ridurre la propria presenza nella Forza fino a renderla microscopica, così da risultare praticamente invisibili a individui sensibili alla Forza o operare a livello molecolare; la meditazione da battaglia, una tecnica telepatica che consente di coordinare in modo efficiente le proprie truppe e aumentarne il morale, riducendo al tempo stesso la forza di volontà del nemico, praticata da Nomi Sunrider nelle Cronache dei Jedi e da Bastila Shan in Star Wars: Knights of the Old Republic; o la bomba psichica, ovvero una massa di energia oscura generata da un gruppo di praticanti del lato oscuro, in grado di spazzare via ogni forma di vita su un intero pianeta, usata da Darth Bane per eliminare la Confraternita di Kaan e i Jedi in Star Wars - Darth Bane - Il sentiero della distruzione.
La Forza gioca un ruolo importante in varie opere e linee narrative dell'Universo espanso. Agli albori della galassia, i rakata sono la prima specie senziente a sviluppare tecnologie sfruttando la Forza e a creare così la possibilità di viaggi iperspaziali. La corruzione ad opera del lato oscuro è presente nelle parabole di Exar Kun e Ulic Qel-Droma nelle Cronache dei Jedi e di Jacen Solo diventato il Sith Darth Caedus in Legacy of the Force. Con gli yuuzhan vong in The New Jedi Order, viene inoltre introdotta la sola specie conosciuta a vivere senza connessione con la Forza.
In svariati videogiochi di Guerre stellari, come le serie Knights of the Old Republic e Jedi Knight o i titoli L'Impero in guerra, Il potere della Forza, Battlefront II e Fallen Order, il giocatore può controllare personaggi in grado di ricorrere alla Forza. Questa meccanica di gioco è limitata da una barra che indica il quantitativo di Forza a disposizione; essa si svuota progressivamente quando il giocatore ricorre ai suoi poteri e ha poi bisogno di un tempo di ricarica per tornare a riempirsi, se è vuota il giocatore non può usare la Forza. Inoltre, in Jedi Knight: Dark Forces II, Knights of the Old Republic, Knights of the Old Republic II: The Sith Lords e The Old Republic le azioni compiute o le risposte scelte dal giocatore influenzano il suo allineamento rispetto alla Forza, in questo modo comportandosi bene si tenderà al lato chiaro, mentre scelte egoistiche e violente condurranno al lato oscuro. L'allineamento del giocatore ha ripercussioni sulle sue abilità in battaglia, sul suo aspetto e sullo svolgimento stesso della trama.

## Accoglienza
Nella trilogia originale la Forza era presentata come un concetto mistico-filosofico molto vago, connotazione che non piacque a una fetta consistente della critica. John Simon del New York scrisse nel 1977 in una recensione negativa di Guerre stellari: «E poi c'è quella cosa angosciante chiamata Forza, che è... il tributo di Lucas a qualcosa oltre la scienza: l'immaginazione, l'anima, dio nell'uomo... Appare in varie fogge contraddittorie e infine insensate, un omaggio superficiale e sbrigativo alla metafisica. Avrei preferito che Lucas avesse avuto il coraggio delle sue convinzioni materialistiche, invece di impelagarsi in un pappone di forza spirituale che la trama principale del film ignora così allegramente». Sempre a proposito del primo film, anche Roger Ebert si sarebbe augurato una filosofia più stimolante e impegnativa a supporto della Forza, includendo magari «elementi di nonviolenza o spunti di riflessione sulla sopravvivenza intergalattica». Nel 1980 in una recensione dell'Impero colpisce ancora per il Washington Post, Judith Martin descrisse la Forza come un «miscuglio di tendenze e culti contemporanei senza capo né coda».
Gli estimatori e gran parte dei fan accolsero invece favorevolmente il messaggio spirituale esemplificato dalla Forza e contenuto nelle pellicole. A tal proposito Christ Taylor scrisse: «La Forza è un concetto così basilare da risultare affascinante per tutti: una religione per un'epoca secolare che risulta così adatta ai nostri tempi proprio perché è così scevra di dettagli. A ognuno è data la possibilità di aggiungere la propria interpretazione».
L'introduzione dell'elemento dei midi-chlorian nella Minaccia fantasma fu particolarmente controversa, perché a detta di molti la Forza perse così parte della sua aura spirituale, mistica e mitologica per diventare più scientifica e quantificabile. L'effetto risultò amplificato per quegli spettatori che erano cresciuti vedendo la trilogia originale, nella quale sembrava possibile per chiunque potersi connettere alla Forza semplicemente tramite dedizione, allenamento e concentrazione, mentre la trilogia prequel la rendeva una cosa più circoscritta ed elitaria. Lo stesso regista J. J. Abrams, che nella scrittura del Risveglio della Forza si mantenne alle direttive di Lucas sui midi-chlorian, affermò: "[...] il presupposto che ogni personaggio debba aver ereditato un certo numero di midi-chlorian o debba far parte di una dinastia, non è che non credo che faccia parte del canone, dico solo che quando ero undicenne non era quello per cui pulsava il mio cuore. E così rispetto e mi attengo al canone, ma dico anche che la Forza mi era sempre sembrata più aperta a tutti e più forte di così". In ambito cinematografico il termine "midi-chlorian" diventò addirittura una metafora con il significato di spiegare troppo un concetto.
Alcuni critici tuttavia furono più benevoli nei confronti dei midi-chlorian. Lo storico cinematografico Daniel Dinello, il direttore di Lucasfilm Animation Dave Filoni e l'esperto di religione John D. Caputo, ad esempio, argomentarono che l'introduzione di questi corpuscoli contribuì a dare forma fisica a un concetto mefafisico come la Forza e a creare un collegamento tra corpo ed energia spirituale, tra scienza e religione. Chris Bell del Daily Telegraph affermò inoltre che «i midi-chlorian apportarono profondità al franchise e generarono interesse e coinvolgimento tra i fan e gli autori dell'Universo espanso».
Con l'acquisizione della Lucasfilm da parte della Disney, la critica ha notato che il mito della Forza è stato sviluppato in nuove direzioni. In Rogue One se ne sottolinea il messaggio di speranza nella lotta contro l'Impero Galattico. Negli Ultimi Jedi, invece, la rappresentazione della Forza da parte di Rian Johnson è stata giudicata più sfumata, vasta nelle sue possibilità e democratica rispetto alla versione iniziale di Lucas.

### Analisi e interpretazioni
Abilità paranormali sono un elemento ricorrente nelle opere di fantascienza e ispirarono Lucas nella creazione della Forza. Essa è stata paragonata al ruolo che svolge la magia nel genere fantasy. I film di Guerre stellari mostrano infatti che personaggi che non conoscono la Forza la associano a forme di occultismo e di magia, come quando in Guerre stellari un ufficiale imperiale allude alle «teorie da stregone» di Dart Fener, o Ian Solo la liquida scetticamente come un insieme di «trucchi e [...] idiozie». Per Ignatiy Vishnevetsky di The A.V. Club, negli Ultimi Jedi la Forza viene rappresentata «più come una stregoneria delle favole e della letteratura cavalleresca di quanto non lo fosse fino ad allora».
La Forza è stata interpretata soprattutto in chiave religiosa e spirituale. A causa della sua natura molto vaga, infatti, ogni credo e religione ci ha letto significati diversi e l'ha interpretata in riferimento alle proprie credenze. Il professore di scienza delle religioni della Memorial University of Newfoundland Jennifer Porter l'ha definita «una metafora della divinità che risveglia e ispira [nelle persone] una dedizione maggiore al divino presente nel loro credo tradizionale». Molti vi hanno letto riferimenti alle filosofie orientali, come al prana induista, o al tao, allo zen e al ki cinesi. Secondo una chiave di lettura cristiana, la Forza è stata accostata allo Spirito Santo, a Gesù e a Dio, e il suo messaggio inteso come un incoraggiamento a dare un senso più alto alla propria esistenza. Anche la distinzione tra lato chiaro e lato oscuro è stato oggetto di interpretazioni. Nell'esposizione The Magic of Myth questa ripartizione è stata paragonata allo zoroastrismo, che sostiene che «il bene e il male, così come la luce e le tenebre, sono realtà opposte». Altri critici vi hanno individuato similitudini con i concetti di yin e yang presenti nel taoismo o con il tema del contrasto tra natura e tecnologia. Un'interpretazione più spirituale è stata fornita da Clayton Keenan, il quale sostiene che la Forza «è rappresentata come qualcosa di soprannaturale all'interno di questo universo, ma non è la stessa cosa di un dio personale in cui credono i cristiani, gli ebrei o i musulmani. È una forza impersonale che per certi versi è questa energia neutrale, impersonale, che è ovunque e che può essere usata per fare il bene o il male».
Negli anni sono state avanzate anche possibili spiegazioni scientifiche all'esistenza e al funzionamento della Forza, su cui però la maggior parte degli scienziati è scettica. In The Science of Star Wars l'astrofisica Jeanne Cavelos afferma che spiegare la Forza è particolarmente problematico in quanto nella serie si presta agli utilizzi più disparati; una spiegazione scientifica del fenomeno richiederebbe nuove scoperte nel campo della fisica, ad esempio di campi o particelle ancora sconosciuti, o una quinta forza oltre alle quattro interazioni fondamentali attualmente classificate.

## Eredità culturale

Logo amatoriale dedicato allo Star Wars Day con riferimento alla frase "Che la Forza sia con te"

La Forza ha avuto un forte impatto sulla moderna cultura pop: la citazione «Che la Forza sia con te» («May the Force be with you») si è radicata nell'uso quotidiano ed è diventata parte integrante del lessico della popolazione, mentre i concetti di "Forza" e "lato oscuro" sono stati inclusi nell'Oxford English Dictionary. La battuta «Che la Forza sia con te» è stata inserita all'ottavo posto nella lista delle cento migliori citazioni cinematografiche di sempre stilata dall'American Film Institute. Essa è parodiata nel film Balle spaziali di Mel Brooks, dove viene ripetuta più volte la frase «Che lo Sforzo sia con voi» («May the Schwartz be with you»). Il 4 maggio è divenuto, per i fan della saga, lo Star Wars Day, a causa dell'assonanza in lingua inglese che la data (May, the Fourth) possiede con l'espressione May the Force.
In risposta alla popolarità di Guerre stellari, l'amico di lunga data di Lucas Francis Ford Coppola ha proposto addirittura di dare avvio a una religione basata sui precetti della Forza. I due non hanno poi dato seguito alla cosa, tuttavia nei primi anni duemila si è sviluppato il Jedismo, una filosofia di vita ispirata alla rappresentazione dei Jedi nella saga di Guerre stellari che incoraggia i suoi partecipanti a pregare e a rendere grazie alla Forza.
Nel 2008 Joel Achenbach del National Geographic Magazine ha paragonato il ruolo del bosone di Higgs come vettore del campo di Higgs al modo in cui i Jedi sono portatori della Forza. I midi-chlorian hanno ispirato il nome scientifico di un genere di batteri, i Midichloria, che sono simbionti dei mitocondri delle zecche Ixodes ricinus.
Il termine è stato adottato anche in campo politico. Nel 1985 il presidente statunitense Ronald Reagan ha usato l'espressione «the Force is with us» («la Forza è con noi») per riferirsi al suo programma Strategic Defense Initiative di difesa contro attacchi di missili balistici con testate nucleari sovietici. Varie pubblicazioni, tra cui The New Republic, The Atlantic e Townhall, hanno paragonato le azioni o i discorsi di figure politiche statunitensi al «trucco mentale», usato per persuadere e minare la percezione e la forza di volontà della platea.